# Николай Сличенко
Никола́й Алексе́евич Сличе́нко (на руски: Никола́й Алексе́евич Сличе́нко (27 декември 1934 – 2 юли 2021) e съветски и руски певец, театрален и филмов актьор и режисьор от цигански произход.

## Биография
Роден е на 27 декември 1934 г. в Белгород (или наблизо), Съветска Русия, в семейство на цигани. По време на Втората световна война загубва много роднини, баща му е застрелян пред очите му през 1942 г. След войната семейство Сличенко е в цигански колхоз във Воронежка област, тогава Николай чува за циганския театър „Ромен“ („Ромэн“) в Москва.
Постъпва в театър „Ромен“ като артист в спомагателния състав през 1951 г. Още през следващата 1952 г. му се удава възможност да замени заболял актьор в представление. Понастоящем играе повече от 60 роли в родния си театър, а също така участва в редица популярни филми.
През 1977 г. Николай Сличенко става главен режисьор на театър „Ромен“, след като завършва Висшите режисьорски курсове в Държавния институт за театрално изкуство (ГИТИС; днес: Руска академия за театрално изкуство) през 1972 г. Освен постановките на родния си театър е режисирал също игрален филм.
Създава в средното музикално училище „Гнесини“ (днес Руска академия за музика „Гнесини“) студия за подготовка на професионални кадри за театър „Ромен“, открива Цигански национален курс при висшия Театрален институт „Борис Щукин“, пак в Москва.
Умира на 2 юли 2021 г. в Москва.

## Дискография
| Година | Албум                      | Вид | Издател | Каталожен номер |
| ------ | -------------------------- | --- | ------- | --------------- |
| 1964   | „Замурдынэ“/ „Милая“       | SP  | Мелодия | 0042839-40      |
| 1964   | „Песня Бруно“/ „Бида“      | SP  | Мелодия | 0042937-8       |
| 1964   | „Цыганские песни“          | ЕP  | Мелодия | 33Д—00014693-4  |
| 1967   | „Николай Сличенко“         | ЕP  | Мелодия | 45Д—00020533-4  |
| 1968   | „Поëт Николай Сличенко“    | ЕP  | Мелодия | 33ГД—000933-4   |
| 1969   | „Очи чëрные“/ „Бида“       | SP  | Мелодия | 48005-6         |
| 1969   | „Николай Сличенко“         | LP  | Мелодия | 33Д—026697-8    |
| 1971   | „Николай Сличенко“         | МС  | Мелодия | 00016           |
| 1987   | „Когда поет душа“          | LP  | Мелодия | А60 00295 006   |
| 1994   | „В стиле ретро“            | CD  | RDM     | CDRDM 3 07 038  |
| 2004   | „Любимые песни.Ru“         | CD  | RDM     | CDRDM 0411513   |
| 2008   | „Любимые песни.Ru часть 2“ | CD  | RDM     | CDRDM 0801758   |